# 変形体

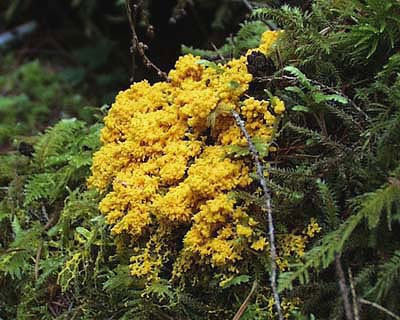
樹上を移動する変形体。遠目には花が咲いているように見える。

変形体（へんけいたい）というのは、変形菌類の栄養体のことである。変形運動をしながら、微生物等を捕食して成長する。

## 概説
変形体 (Plasmodium) は、変形菌類が活動、成長している時の姿である。変形しながら移動する裸の原形質である。変形菌の名はここに由来する。また、別名の粘菌というのは、運動時に粘液を分泌するためと言われる。その様子がアメーバに多少とも似るため、粘菌アメーバとも呼ばれることがある。
裸の原形質が大きなまとまりで存在することで、生物界では他に例の少ない存在である。そのため、モデル生物としても使われる。特に培養法が確立したモジホコリ（Physarum polycephalum）が専ら使われている。

## 形態
よく発達した変形体は、偏平に広がり、大きいものでは差し渡し数十cmから1mを越える。形としては、先に行くにつれて枝分かれして細くなった管状構造を基本とする。枝の先端は細かく分かれ、それぞれの先からは原形質が、ちょうどホースの口から粘り気のある液体を吹き出したように扇型に広がる。この広がりの全体は、あたかも熱帯のグンタイアリの群の行軍形態に酷似する。ちょうど、グンタイアリが獲物を探索する前線が変形体の扇型の部分に相当し、女王アリや幼虫が守られているビバーク地点が、変形体の扇の要の部分に相当する。
太い管の表面にはゴミが着いている場合もある。この管は変形体の表面から分泌されるポリガラクトースを含む粘液で包まれており、これは、変形体を乾燥などから守る役割を果たしていると考えられる。変形体の移動した後にはこの粘液が残るので、通った後がしばらくはよく分かる。
変形体の内部には多数の核やミトコンドリアが存在し、それらは原形質中の顆粒と共に細胞全体にわたって流れて行く。いわゆる多核体である。核は、多いものでは億を越えると言う。
変形体全体としては、時速数cm程度の移動速度である。これは、原形質流動が往復運動をするため、全体の移動もわずかに往復運動をしながら行われるので、原形質流動の速度そのものでは移動できないからである。

## 原形質流動
変形体を構成する管を顕微鏡下で観察すると、その内部が非常に活発に流れているのが観察できる。いわゆる原形質流動であるが、他の多くの生物に見られる原形質流動に比べ、格段に流れが速い。その流速は秒速で1mmを越えるという。普通の植物細胞では0.05mm程度、特に速いシャジクモでも0.1mmである。顕微鏡下で見られるそれは、原形質流動というより、多細胞動物の血液の流れを見ているような気になる。
また、変形体の原形質流動の特徴として、周期的に流れの方向が変わる現象が見られる。ある瞬間に一方に流れているものは、観察を続けると、次第にゆるやかになって止まってしまい、その後、これまでとは逆の方向に流れ始める。一方向の流れは、約30秒から1分位ずつ続く。
変形体は朽ち木などの内部に潜り込んでいることも、表面に広がっていることもある。朽木や土壌の内部に潜り込んでいるときには、変形対の全体は立体的な網目状構造をとる。
変形体に対して迷路学習の様な実験が行なわれた例もある。人工的に迷路を作り、その中の2箇所に餌を置くと、変形体は迷路の中の2箇所の餌場を結ぶ最短距離を結ぶ原形質のひも状の形態をとる。この実験は変形体が複雑な隙間構造の中で食物を得る最適形態を作り出す機能を示していると考えられ、そのために変形体がいかなる情報処理を行っているか、研究が行われた。

## 変形体の型
変形体にも種によって様々なものがある。大きく発達する種もあれば、ごく小さいものにしかならない種もある。おおよそ以下のような三つの型を認める。
原変形体 protoplasmodium
微小な変形体。脈の構造は作らず、原形質流動の往復運動は見られない。二分裂で増える。ハリホコリ目やコホコリ目に見られ、普通は一つの変形体から子実体が一つだけ生じる。
透明変形体 aphanoplasmodium
初期には原変形体の型に近いが、次第に成長して網状になる。透明で薄く、粘液の鞘を持たない。ムラサキホコリ目のものに見られる。
可視変形体 phaenoplasmodium
先に述べたような典型的な変形体。多くは色素を含むので、見つけやすい。モジホコリ目に見られる。

## 変形菌以外の変形体
変形体はほぼ変形菌に独自の構造である。しかし、それ以外の生物にも、やや似た構造を形成するものがある。裸の原形質が多核体の状態にあって、アメーバ運動を行うようなものは変形体と呼ばれる。そのようなものを形成するのは、変形菌類のほかに、ネコブカビ類やボウフラキンなどに見られる。いずれも細胞内に寄生する生物である。
それ以外に、実際には変形体と同じ仕組みは持たないものの、やや似通った構造を形成するものがある。それらは、時には変形体に相同のものと見なされ、それらが変形菌に類縁があるという判断の根拠とされたこともある。
細胞性粘菌は、単細胞のアメーバの姿で摂食して分裂増殖する。したがって変形菌のような変形体は形成しない。しかし、ディクチオステリウム類の場合、単細胞のアメーバが集合する際、アメーバが流れを作って集まる姿が変形体に比せられたことがあった。これを偽変形体(pseudoplasmodium)と呼ぶ。これはごく一時的な姿であり、集合の後にはナメクジ状の移動体になる。
ラビリンチュラ類は網状につながった細い糸上の構造の上を紡錘形の細胞が滑って行くものであるが、この網状の構造全体を変形体に相同と見なし、これを網状変形体(net plasmodium)と呼んだことがあった。実際には網を構成しているのは細胞外の分泌物であり、全く異なるものである。